# Nizozemsko na Letních olympijských hrách 1984
Nizozemsko na Letních olympijských hrách 1984 v americkém Los Angeles reprezentovala výprava 136 sportovců, z toho 82 mužů a 54 žen v 15 sportech.

## Medailisté
| Medaile | Jméno | Sport         | Disciplína                          |
| ------- | --- | ------------- | ----------------------------------- |
| Zlato   | Jolanda de Roverová | Plavání       | Ženy 200 m znak                     |
| Zlato   | Petra van Staveren | Plavání       | Ženy 100 m prsa                     |
| Zlato   | Ria Stalmanová | Atletika      | Ženy hod diskem                     |
| Zlato   | Stephan van den Berg | Jachting      | Muži třída Windglider               |
| Zlato   | Carina Benninga Fieke Boekhorst Marjolein Eijsvogel Det de Beus Irene Hendriks Elsemiek Hillen Sandra Le Poole Anneloes Nieuwenhuizen Martine Ohr Alette Pos Lisette Sevens Marieke van Doorn Aletta van Manen Sophie von Weiler Laurien Willemse Margriet Zegers | Pozemní hokej | Turnaj žen                          |
| Stříbro | Greet Hellemans Nicolette Hellemans | Veslování     | Ženy dvojskif                       |
| Stříbro | Conny van Bentum Desi Reijers Annemarie Verstappen Elles Voskes | Plavání       | Ženy štafeta 4 × 100 m volný způsob |
| Bronz   | Annemarie Verstappen | Plavání       | Ženy 100 m volný způsob             |
| Bronz   | Annemarie Verstappen | Plavání       | Ženy 200 m volný způsob             |
| Bronz   | Jolanda de Roverová | Plavání       | Ženy 100 m znak                     |
| Bronz   | Arnold Vanderlyde | Box           | Muži váha těžká do 91 kg            |
| Bronz   | Annemiek Derckx | Kanoistika    | Ženy K1 500 m                       |
| Bronz   | Marieke van Drogenbroek Lynda Cornet Harriet van Ettekoven Greet Hellemans Nicolette Hellemans Martha Laurijsen Catharina Neelissen Anne Quist Wiljon Vaandrager                                                                                                  | Veslování     | Ženy osmiveslice                    |